# Campbell Mithun Tower
Campbell Mithun Tower – wieżowiec w Minneapolis, w stanie Minnesota, w Stanach Zjednoczonych, o wysokości 177 m. Budynek został otwarty w 1985 i liczy 42 kondygnacje.